# Monte Robson
Il monte Robson è la montagna più alta della catena delle Montagne Rocciose Canadesi, localizzata nella provincia canadese della Columbia Britannica. La sua cima raggiunge i 3.954 metri sul livello del mare. È presente un ghiacciaio sulla sua sommità, le cui acque scendendo dai versanti, a seconda, possono raggiungere due oceani:
- a ovest incanalandosi nella valle del fiume Robson verso l'oceano Pacifico;
- a est verso le pianure dell'Alberta e l'oceano Atlantico.

La sua prima scalata risale al 1913 ad opera di W. M. Foster, A. H. McCarthy e Conrad Kain.